# Märtyrer der heiligen Bücher

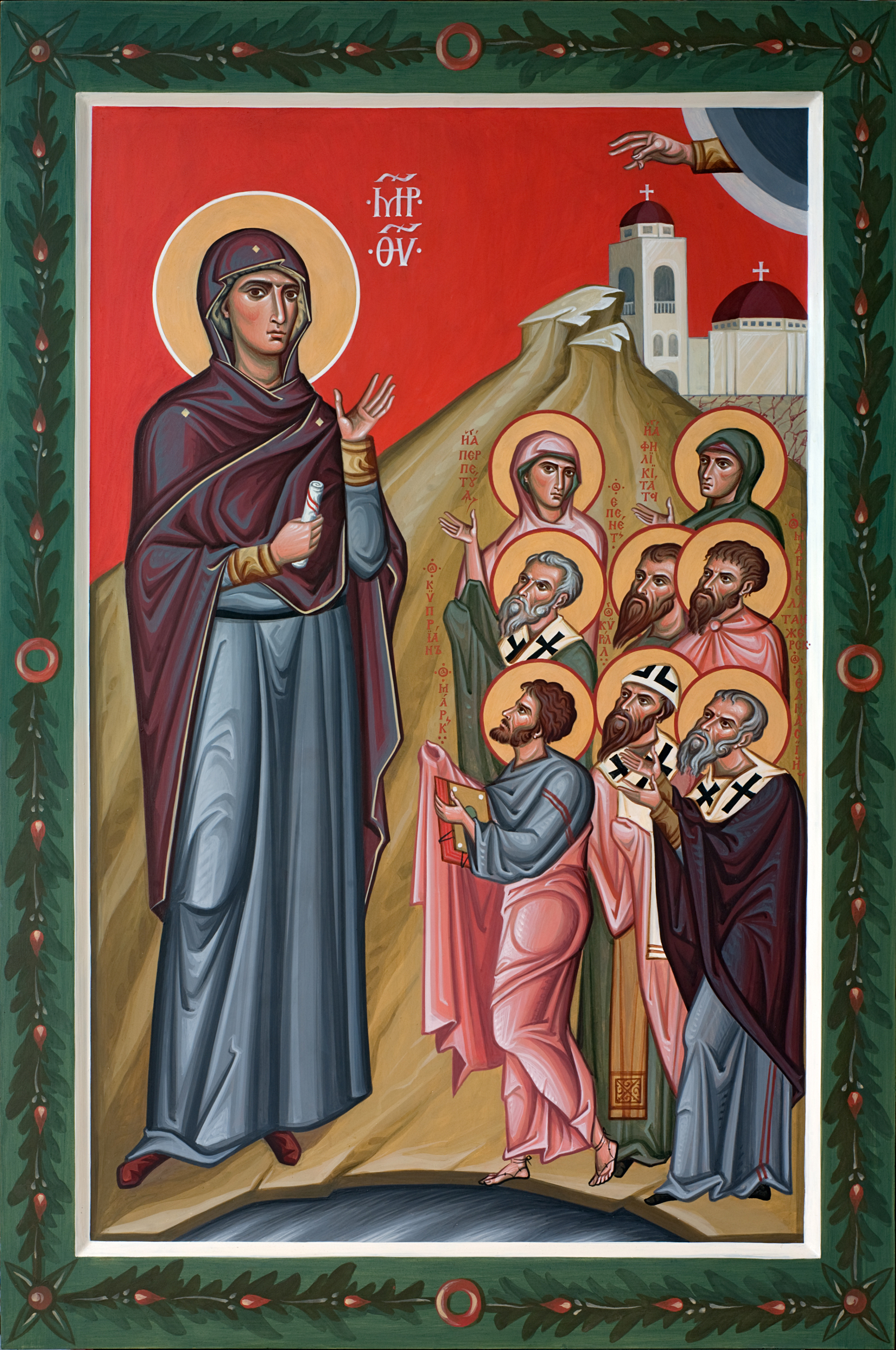
Die Muttergottes und die Märtyrer von Nordafrika, Ikone einer russisch-orthodoxen Kirche in Rabat

Die Märtyrer der heiligen Bücher († etwa 286 bis 304), auch Beschützer der heiligen Bücher genannt, waren eine Gruppe frühchristlicher Heiliger, die in Nordafrika das Martyrium erlitten.
Dabei wird vor allem an die Märtyrer von Abitina (auch Märtyrer von Abitinae, Märtyrer von Abitene, Märtyrer von Nordafrika oder Märtyrer von Numidien, † 304) erinnert, eine 49-köpfige Gruppe um den Presbyter Saturninus aus dem Ort Abitina in Numidien (heute bei Chouhoud al-Bâtin nahe Medjez El-Bab in Tunesien). Da diese nicht nur gefoltert und getötet wurden, weil sie die Herausgabe der heiligen Bücher verweigert hatten, sondern auch, weil sie der Sonntagsheiligung mit Gottesdienst und Eucharistiefeier trotz kaiserlichen Verbots nachkamen, wird diese Gruppe auch Märtyrer des Sonntags oder Märtyrer der heiligen Eucharistie genannt.
Märtyrer der heiligen Bücher werden in der römisch-katholischen Kirche und den orthodoxen Kirchen verehrt, auch die evangelische Kirche in Deutschland erinnert an sie.
Unter den Märtyrern von Abitina befinden sich mehrere Männer namens Felix und eine Person namens Regiola. Bisweilen wird vermutet, dass es sich bei den Reliquien von Felix und Regula, die in Zürich aufbewahrt worden sein sollen, um sterbliche Überreste von Regiola und Felix handelt, während die eigene Legende um Felix und Regula erst später entstand.

## Hintergrund
284 wurde Diokletian Kaiser im Ostteil des Römischen Reiches. Zunächst war er dem Christentum gegenüber positiv eingestellt. So waren seine Frau Alexandra und seine Tochter Galeria Valeria selbst Christinnen, die um das Jahr 314 den Märtyrertod erlitten haben sollen. Die römisch-katholische Kirche erinnert am 23. April an sie. Ferner wurde den Christen der Bau einer großen Kirche in Nikomedia direkt neben Diokletians Palast erlaubt. 303 wandte der Kaiser sich aber gegen die Christen. Sein erstes entsprechendes Edikt wurde am 23. Februar verabschiedet. In der Kirchengeschichte des Eusebius von Caesarea werden die Ereignisse wie folgt beschrieben:

„Es war das 19. Jahr der Regierung des Kaisers Diokletian, als überall ein Erlass des Kaisers angeschlagen wurde, wonach die Kirchen niederzureißen, die heiligen Bücher dem Feuer zu übergeben seien […]“

Mit der Vernichtung der biblischen Schriften sollte dem Christentum die Grundlage entzogen werden. Gleichzeitig wurden ihre Gottesdienste verboten. Eigentlicher Urheber der Verfolgung war aber wohl Galerius, der designierte Nachfolger Diokletians. So erreichte die Verfolgung ihren Höhepunkt nach dem Rücktritt Diokletians im Jahre 305 und dem Amtsantritt des Galerius. Die Christenverfolgung im Westteil des Reiches unter Constantius Chlorus war weniger ausgeprägt, sodass vor allem Kleinasien, Syrien, Palästina und Ägypten betroffen waren. Hier wurde Galerius von Maximinus Daia bei der Verfolgung unterstützt. 311 erkrankte Galerius allerdings schwer und befahl den Wiederaufbau der zerstörten Kirchen, da er nun auf die Fürbitte der Christen hoffte.

## Allgemeines
Christen, die bereit waren, die heiligen Bücher herauszugeben, wurden vom römischen Staat amnestiert, von der Kirche exkommuniziert. Eine Wiederaufnahme dieser sogenannten „Traditores“ war nur nach strenger Buße möglich. Die meisten der für die Bücher Zuständigen, in der Regel Lektoren, weigerten sich allerdings, sie auszuliefern. Diese Weigerung führte zur Folter und Hinrichtung. Nur wenige davon sind namentlich bekannt, weshalb ein gemeinsamer Gedenktag für alle Opfer eingerichtet wurde. Ihre Zahl soll bei 40.000 gelegen haben. Von dem Kirchenvater Augustinus sind Berichte über die nordafrikanischen Märtyrer erhalten.

## Saturninus und seine Gefährten

### Festnahme
Mit dem Begriff der Märtyrer der heiligen Bücher wird vor allem an den Priester Saturninus und seine Gefährten erinnert, die in Abitina in Africa proconsularis festgenommen wurden. Der Bischof von Abitina, Fundanus, hatte vor dieser Festnahme bereits der Herausgabe der von ihm verwahrten Bibelhandschriften zugestimmt. Der Überlieferung zufolge wurde das Feuer, in dem diese verbrannt werden sollten, durch einen Platzregen aus noch kurz zuvor heiterem Himmel gelöscht. Die umgebenden Felder sollen durch Hagelschlag verwüstet worden sein. Die Gruppe um Saturninus setzte den Gottesdienst indes fort. Ihre Festnahme erfolgte überraschend am Sonntag, dem 6. Februar 304, während der Eucharistiefeier im Haus des Octavius Felix auf Geheiß der Stadtoberen durch dort stationierte Soldaten. Die Festgenommenen wurden zunächst zum Forum der Stadt geführt und vor den Magistrat gebracht. An der Spitze des Zuges der Gefangenen ging neben Saturninus und seiner Familie als bekanntester Gefangener der Senator Dativus, dessen Eltern ihn christlich erzogen hatten.

### Überführung der Gefangenen nach Karthago
Die Festgenommenen wurden nach Verhör auf Beschluss des Magistrats von Abitina in Ketten gelegt und zur Verurteilung durch den Prokonsul Anulinus in die etwa 80 km entfernte Provinzhauptstadt Karthago gebracht. Auf dem Weg sangen sie geistliche Lieder. In Karthago wurden sie vor dem Prokonsul beschuldigt, trotz des kaiserlichen Verbotes Sonntagsgottesdienste abgehalten zu haben. Das Verhör fand laut Augustinus von Hippo am Vortag der Iden, also an Samstag, dem 12. Februar 304 statt, wie er in den Retractationes, libri II berichtet. Die Gefangenen wurden unter Folter befragt. Dafür stand im Gerichtssaal die Streckbank, Equuleus („Pferdchen“) genannt, bereit, auf welche die Gefangenen nacheinander gebunden wurden.

### Dativus und Thelica
Als erster wurde Dativus nach seinem Stand und seiner Teilnahme an der christlichen Versammlung befragt. Als er Letzteres bejahte und sich zum christlichen Glauben bekannte, begann die Folter, indem er mit eisernen Haken traktiert wurde. Auch dadurch ließ er sich zunächst nicht dazu bewegen, den Namen des Leiters der Versammlung zu nennen oder zu verraten, in wessen Haus die Gottesdienste abgehalten worden waren.
Den Märtyrerakten zufolge drängte sich nun ein starker Gefangener namens Thelica durch die Menge zu den Folterknechten und wies sie darauf hin, dass er selbst und alle Gefangenen ebenfalls Christen seien. Er wurde auf dieselbe Weise gefoltert und betete zu Christus um Rettung. Der Prokonsul fragte ihn, wer für die Versammlungen verantwortlich sei. Thelica nannte ihm Saturninus, bezog aber sich selbst und alle anderen Gefangenen in die Verantwortung mit ein. Als er weiter gefoltert wurde, betete er wieder um die Hilfe Gottes und beklagte dabei die Ungerechtigkeit, dass unschuldige Menschen und keine Verbrecher misshandelt würden. Der Prokonsul deutete daraufhin an, dass die Folter die Konsequenz seines Glaubens sei. Thelica betete weiter und drückte seine Hoffnung auf das Reich Gottes aus, für das er leide. Der Prokonsul erläuterte erneut, dass er den kaiserlichen Befehl hätte befolgen müssen. Thelica entgegnete, dass für ihn nur das Gesetz Gottes gelte, für das er sterben wolle. Er wurde daraufhin ins Gefängnis gebracht.
Danach konzentrierte sich das Verhör wieder auf Dativus. Dabei trat der Anwalt Fortunatianus, der Bruder der Gefangenen Victoria, ein einflussreicher Mann, der dem alten Götterglauben anhing, als Zeuge auf und behauptete, Dativus habe seine Schwester sowie Secunda und Restituta mit falschen Versprechungen von Karthago nach Abitina gelockt. Victoria sagte aber aus, sie sei freiwillig nach Abitina gegangen und habe ebenfalls aus christlicher Überzeugung an den verbotenen Versammlungen teilgenommen. Der Prokonsul ignorierte ihre Aussage und ließ Dativus weiter starker Folter unterziehen, so dass der Inhalt seines Brustkorbs sichtbar wurde. Dativus betete und bat Christus um Geduld. Er beteuerte, nichts Unrechtes getan zu haben und gab auf Nachfrage des Prokonsuls, der die Folter dafür unterbrechen ließ, erneut seine Teilnahme an der Versammlung und am Abendmahl zu. Danach drückten die Folterknechte wieder die Eisen in seine Seite. Dativus wiederholte sein Gebet und ergänzte: „O Christus, ich bete zu dir, dass ich nicht in Versuchung geführt werde.“ und fragte: „Was habe ich getan?“ Erneut nach dem Leiter der Versammlung befragt, antwortete er: „Der Priester Saturninus und wir alle“. Er wurde ebenfalls ins Gefängnis gebracht und starb kurze Zeit später an seinen Verletzungen.

### Saturninus und Emeritus
Nun wurde Saturninus verhört und wurde gefragt, warum er den Gottesdienst abgehalten hatte. Er antwortete, dass dieser nicht unterbleiben dürfe. Jetzt wurde auch er auf die Folterbank gebracht und befragt, ob er die Versammlung veranlasst habe. Er gab seine Anwesenheit dort zu.
Jetzt meldete sich der Gefangene Emeritus, ein Lektor, zu Wort und bekannte, er habe den Anlass gegeben, da die Versammlungen in seinem Hause abgehalten worden seien. Auch diese Aussage ignorierte der Prokonsul zunächst und befragte erst weiter Saturninus. Er wollte wissen, warum er gegen das Gesetz gehandelt habe. Saturninus antwortete damit, dass das Gesetz Christi den Sonntagsgottesdienst anordne. Der Prokonsul wies darauf hin, Saturninus habe nicht gegen den kaiserlichen Befehl handeln dürfen und ordnete die Folter an. Saturninus wurde so stark gefoltert, dass die Leibeshöhle geöffnet wurde und die inneren Organe offen lagen. Seine Gliedmaße wurden gestreckt und schwer verletzt. Er betete zu Christus und wurde erneut gefragt, warum er gegen das Gesetz gehandelt habe. Saturninus antwortete wieder mit dem Gesetz Christi und wurde ins Gefängnis gebracht.
Als Nächstes wandte sich der Prokonsul Emeritus zu und hakte nach, ob die Gottesdienste bei ihm abgehalten worden seien. Emeritus bestätigte dies. Der Prokonsul fragte, warum er dies zugelassen habe. Emeritus bezeichnete daraufhin die Christen als seine Brüder, denen er sich nicht verweigern könne. Anulinus meinte, er sei verpflichtet gewesen, sich zu weigern. Emeritus verneinte das und wies mit einer später oft zitierten Antwort auf die Notwendigkeit der Abendmahlsfeier hin, die sie trotz kaiserlichen Verbots zelebriert hatten, für die sich aber alle trotz Androhung von Folter und Todesurteil entschieden hatten: „Sine dominico non possumus“, „Ohne den Sonntag können wir nicht sein.“ Nun wurde auch Emeritus gefoltert. Auch er betete. Auf die Anmerkung des Prokonsuls, er hätte den kaiserlichen Befehl respektieren müssen, entgegnete er, Gott sei größer als der Kaiser. Auf die Frage, ob er heilige Schriften in seinem Hause habe, antwortete er, er trage sie in seinem Herzen. Danach wurde er ebenfalls ins Gefängnis gebracht.

### Felix
Anschließend wurde einer der Gefangenen namens Felix auf der Folterbank mit Prügeln geschlagen. Er bekannte seinen christlichen Glauben und starb noch auf der Bank. Ein anderer, gleichnamiger Gefangener starb erst nach der Folter im Gefängnis.

### Ampelius
Ampelius, der tatsächlich die heiligen Schriften in Verwahrung hatte, bekannte sich zur Teilnahme an den Gottesdiensten und bekannte ebenfalls, er habe die heiligen Schriften bei sich, und zwar in seinem Herzen. Danach betete er ebenfalls. Er kam mit schweren Kopfverletzungen ins Gefängnis.

### Rogatianus
Als Nächstes wurde Rogatianus vernommen. Er kam unverletzt ins Gefängnis.

### Quintus
Der nächste, der vom Prokonsul befragt wurde, war Quintus. Er wurde auf die Folterbank gespannt, bekannte sich zum Christentum, wurde mit Prügeln geschlagen und ins Gefängnis gebracht.

### Maximianus und Felix
Als Nächstes kamen Maximianus und ein weiterer Felix an die Reihe, der sich explizit zum Christentum bekannte.

### Saturninus der Jüngere
Ebenso verhielt sich Saturninus, der Sohn des gleichnamigen Priesters, ein Lektor. Auch er sagte, er besitze die heiligen Schriften, nämlich in seinem Herzen. Dies wiederholte er unter der Folter ständig. Mittlerweile wurde es Abend. Der Prokonsul drohte den übrigen Gefangenen, es werde ihnen ebenso ergehen, wenn sie nicht abschwören. Sie bekannten sich aber einstimmig zum Christentum.

### Victoria
Über Victoria wird noch berichtet, sie sollte einige Zeit vorher zur Ehe mit einem reichen, jungen Adeligen gezwungen werden. Um dem zu entgehen, sei sie am geplanten Hochzeitstag im Vertrauen auf Gott aus dem Fenster gesprungen und, wie es heißt, vom Wind unverletzt abgefangen worden. Danach habe sie sich in eine Kirche geflüchtet und die Jungfrauenweihe empfangen, was in Karthago, Italien, Gallien und dem gesamten Westreich weit verbreitet war.
Der Prokonsul versuchte jetzt alles, um sie vom Christentum abzubringen. Er blieb allerdings erfolglos. Zunächst fragte er sie, welches ihr Glaube sei. Sie antwortete: „Ich bin Christin“. Ihr Bruder Fortunatianus versuchte erneut, sie zu verteidigen, diesmal, indem er behauptete, sie hätte den Verstand verloren. Sie wies dies zurück, mit dem Hinweis darauf, dass sie nicht erst seit Kurzem Christin sei. Sie lehnte auch das Angebot ab, mit ihrem Bruder heimzukehren, da nur die ihre Brüder seien, welche die Gebote Gottes hielten. Der Prokonsul gab sich nun, als wolle er ihr Leben retten und meinte, sie solle es nicht wegwerfen. Aber auch der Hinweis auf den Einsatz ihres Bruders für ihr Leben konnte ihre Meinung nicht ändern, sie wiederholte, dass sie Christin sei und an den Versammlungen teilgenommen habe. So wurde auch sie mit den übrigen Festgenommenen ins Gefängnis gebracht. Alle Gefangenen wurden etwas später zum Tode verurteilt.

### Hilarianus
Als letztes versuchte der Prokonsul, Hilarianus, den jüngsten Sohn des Saturninus, umzustimmen, der noch ein Kind war. Auch dieser bekannte sich zum Christentum und zur Teilnahme an den verbotenen Versammlungen und betonte, er sei freiwillig dort gewesen. Der Prokonsul versuchte nun, ihn mit, wie er wohl glaubte, kindgerechten Drohungen umzustimmen. Der Junge lachte nur darüber. Auch die Drohung, ihm Nase und Ohren abzuschneiden, fruchtete nicht, Hilarianus bekannte sich weiter zum Christentum, mit den Worten: „Das kannst Du gerne machen; ich bin Christ“. So kam auch er ins Gefängnis. Hilarianus rief, bevor er weggebracht wurde, noch aus: „Herr, ich danke Dir“.

### Restituta

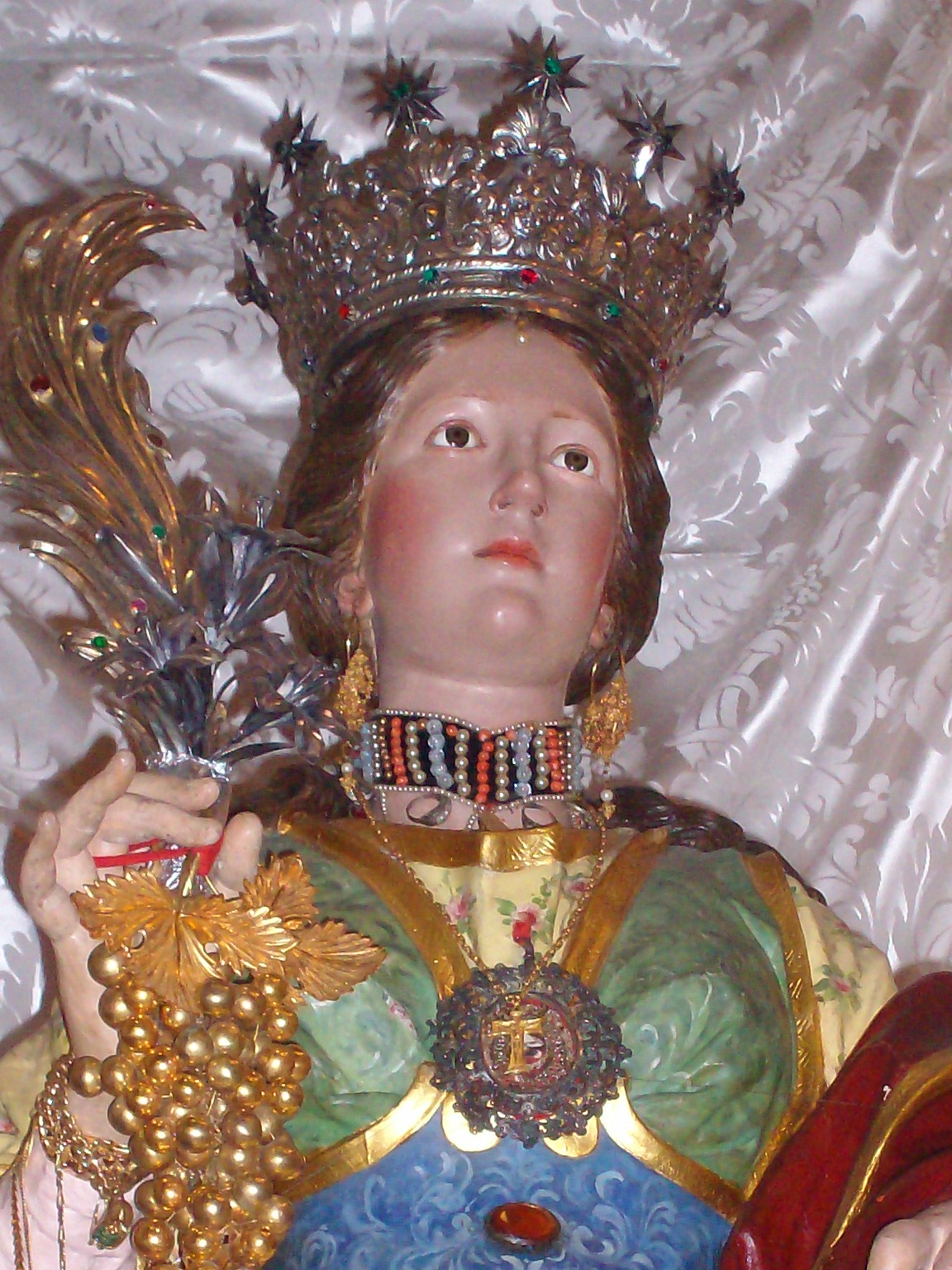
Die hl. Restituta, polychrome Büste von 1711

Restituta steht im Mittelpunkt einer eigenen Überlieferung, wobei die Identität der darin genannten Restituta mit der gleichnamigen Frau in der Gruppe um Saturninus uneinheitlich gewertet wird:
Nach der Folter soll sie an Bord eines Holzbootes gebracht worden sein, das mit Pech gefüllt war. Anschließend wurde das Boot in Brand gesteckt. Es soll in der Bucht von San Montano auf Ischia gelandet sein. Angeblich erblühte der Strand von weißen Lilien, als das Boot das Ufer berührte.

### Tod aller Festgenommenen
Keiner der Gefangenen hatte dem Christentum abgeschworen und keiner wurde dementsprechend freigelassen. So starben alle Festgenommenen unter der Folter oder im Gefängnis. Die meisten ließ man verhungern, andere starben an den Folgen der Folterungen. In den meisten Fällen ist der genaue Todestag unbekannt, während sich für die anderen eigene Gedenktage im Martyrologium von Karthago finden.
Die Martyrologien des Saturninus und seiner Gefährten sind überliefert, in vielen Fällen ist nur der Name der Märtyrer bekannt:
1. Saturninus, Priester
2. Saturninus, Sohn des Priesters
3. Felix, ebenfalls ein Sohn des Priesters, Lektor
4. Maria, Tochter des Priesters, gottgeweihte Jungfrau
5. Hilarion, der jüngste Sohn des Priesters
6. Emeritus, Lektor
7. Ampelius, Lektor
8. Benignus, Sohn des Ampelius, Kleinkind
9. Felix
10. Rogatianus
11. Quintus
12. Maximianus
13. Telica
14. Rogatianus
15. Rogatus
16. Januarius
17. Cassianus
18. Victorianus
19. Vincentius
20. Prima
21. Caecilianus
22. Restituta
23. Eva
24. Rogatianus
25. Givalius
26. Rogatus
27. Pomponia
28. Secunda
29. Januaria
30. Saturnina
31. Martinus
32. Clautus
33. Felix
34. Margareta
35. Majora
36. Honorata
37. Regiola
38. Victorinus
39. Pelusius
40. Faustus
41. Dacianus
42. Matrona
43. Caecilia
44. Victoria aus Karthago
45. Berectina
46. Matrona
47. Januaria
48. Dativus, Senator
49. Octavius Felix

## Timotheus und Maura
Bekannt sind als weiteres Beispiel auch der Lektor und Diakon Timotheus und seine junge Frau Maura, die wenige Wochen vor ihrer Festnahme im Jahre 286 geheiratet hatten. Timotheus war der Sohn eines Priesters und lebte in Thebais in Ägypten. Als Lektor war er für die Gottesdienstbücher zuständig. Durch die Verfolgung wurde er von seiner Frau getrennt.
Timotheus wurde vor den örtlichen Statthalter geführt. Dieser versuchte, ihn vom Christentum abzubringen. Weil ihm dies nicht gelang, wollte er wenigstens die heiligen Schriften ausgehändigt bekommen. Da Timotheus sich weigerte, die Bücher herauszugeben, indem er bekannte, er würde eher seine Kinder ausliefern, wenn er welche hätte, ließ ihm der Statthalter die Augen ausstechen, mit der Bemerkung, dass ihm die Schriften nun nichts mehr nützen würden. Auch diese Verstümmelung führte nicht zum vom Statthalter gewünschten Ergebnis. Deshalb wurde Timotheus als Nächstes geknebelt, an den Füßen aufgehängt und am Hals mit einem Gewicht beschwert.
Nun erfuhr der Statthalter von Timotheus’ kürzlich erfolgter Hochzeit. Er ließ Maura holen und versprach ihr, Timotheus würde freigelassen, wenn er den Göttern opfern würde. Maura versuchte daraufhin, ihren Ehemann entsprechend zu beeinflussen, indem sie ihn bat, dadurch ihr Leben zu retten. Als Timotheus der Knebel entfernt wurde, tadelte er seine Frau dafür, die ihn weiter anflehte. Schließlich änderte sie ihre Meinung und bat darum, gemeinsam mit ihrem Mann sterben zu dürfen. Maura wurde nun ebenfalls gefoltert, beide bekannten aber weiterhin ihren Glauben. So wurden die Ehepartner nebeneinander gekreuzigt und starben erst nach zehntägigem Todeskampf, nur 20 Tage nachdem sie geheiratet hatten.
Nur wenig später wurden sie in Konstantinopel als Heilige verehrt. Dort wurde auch eine Kirche nach ihnen benannt. Ihr Gedenktag in den orthodoxen Kirchen ist der 3. Mai.

## Felix von Thibaris
Zu den Märtyrern der heiligen Bücher gehört auch Felix von Thibaris.

## Gedenken

### Gedenktage
- römisch-katholisch:
  - 11. Februar oder 12. Februar (im Martyrologium Romanum[6] und im Martyrologium von Karthago: Saturninus und seine Gefährten)
  - Die hl. Restituta hat einen eigenen Gedenktag am 17. Mai[7]
  - an Märtyrer in anderen Teilen des römischen Reiches wird an anderen Tagen erinnert:
    - 2. Januar (Märtyrer in Rom)
    - 5. Januar (Märtyrer in Ägypten, darunter die hll. Timotheus und Maura)
- evangelisch: 7. Januar (im Evangelischen Namenkalender)[8]

### Einzelpersonen

#### Victoria
Unter dem Volksaltar der Pfarrkirche Neuberg im Burgenland befinden sich neben Reliquien der hll. Celsus, Donatus und Ladislaus Batthyány-Strattmann auch Reliquien der hl. Victoria.

#### Restituta

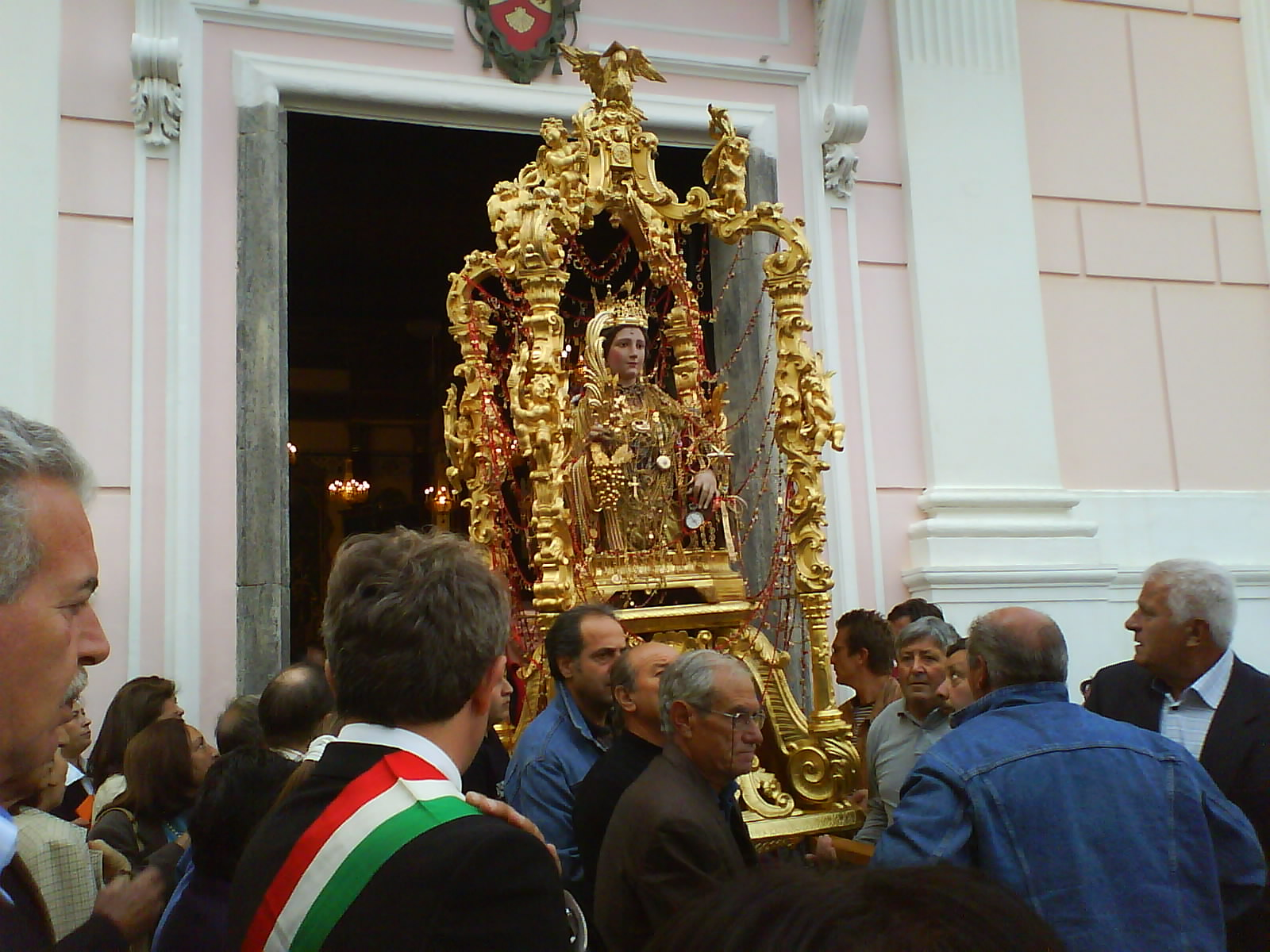
Prozession zu Ehren Restitutas in Lacco Ameno

Die hl. Restituta soll in Lacco Ameno auf Ischia beerdigt worden sein, wo bereits im 5. Jahrhundert eine christliche Gemeinde existierte und die Heilige verehrte; entsprechend gilt sie als Schutzpatronin a des Ortes. Eine Holzstatue der Heiligen befindet sich in der ihr geweihten Kirche. Ihr Fest wird dort als ältestes Patronatsfest der Insel vom 16. bis 18. Mai gefeiert. Der Ort wird dafür einer langen Tradition entsprechend mit Girlanden und Lichtern geschmückt, ferner werden Stände mit Kunsthandwerk aufgebaut.
Am Strand von San Montano auf Ischia wird die wundersame Anlandung der Reliquien, die dort stattgefunden haben soll, alljährlich nachgestellt, gewöhnlich mit Hunderten von Zuschauern. Am 17. Mai findet eine Prozession mit ihrem Heiligenbild über das Meer statt. Der übliche Weg führt dabei vom Landesteg in Lacco Ameno zunächst westlich in Richtung Punta Caruso und dann nach Casamicciola Terme. Am 18. Mai wird ihre Statue durch die Straßen des Ortes getragen, wobei diese mit Gold und Edelsteinen bedeckt ist, die von Gläubigen gestiftet wurden. Das Fest wird um Mitternacht mit einem Feuerwerk beendet.